# 匹兹堡卡内基博物馆
匹兹堡卡内基博物馆（Carnegie Museums of Pittsburgh）是由卡内基研究所运营的四座博物馆，总部位于宾夕法尼亚州匹兹堡奥克兰社区的卡内基研究所建筑群。1979年3月30日，卡内基研究所建筑群包括原博物馆、演奏厅和图书馆，被列入国家史迹名录。
卡内基博物馆群中的两座，卡内基自然史博物馆和卡内基美术馆，位于奥克兰区的地标建筑——卡内基研究所和图书馆综合体，已于1979年列入国家史迹名录 (ref #79002158)。此处还设有卡内基音乐厅和匹兹堡卡内基图书馆。另外两个博物馆，安迪·沃荷博物館和卡内基科学中心，则设于匹兹堡北岸区不同的设施内。

## 安迪·沃荷博物馆

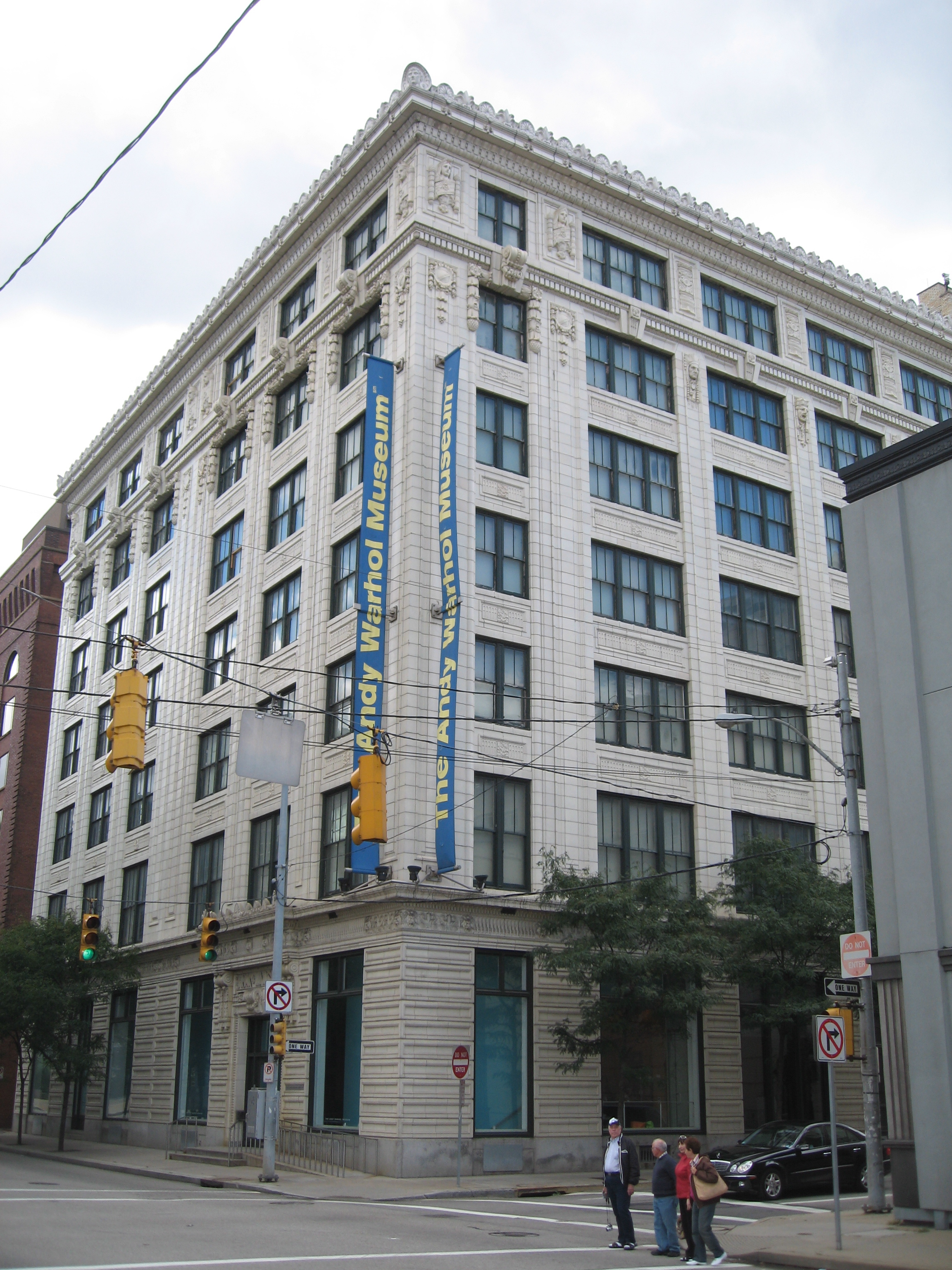
安迪·沃荷博物馆

1994年5月15日，安迪·沃荷博物馆是世界上最大的专门为一位艺术家而设的博物馆。博物馆的藏品包括4,000多件安迪·沃荷的艺术品，包括媒体、绘画、印刷、照片、雕塑以及装置艺术; 完整的安迪·沃荷视频集，228部四分钟的屏幕测试，以及沃荷的其他45部电影；以及广泛的档案，最著名的是沃荷的时间囊。在致力于安迪·沃荷的同时，博物馆还举办了许多艺术家的展览，这些艺术家突破了艺术界限，正如沃荷所做的那样。

## 卡内基美术馆

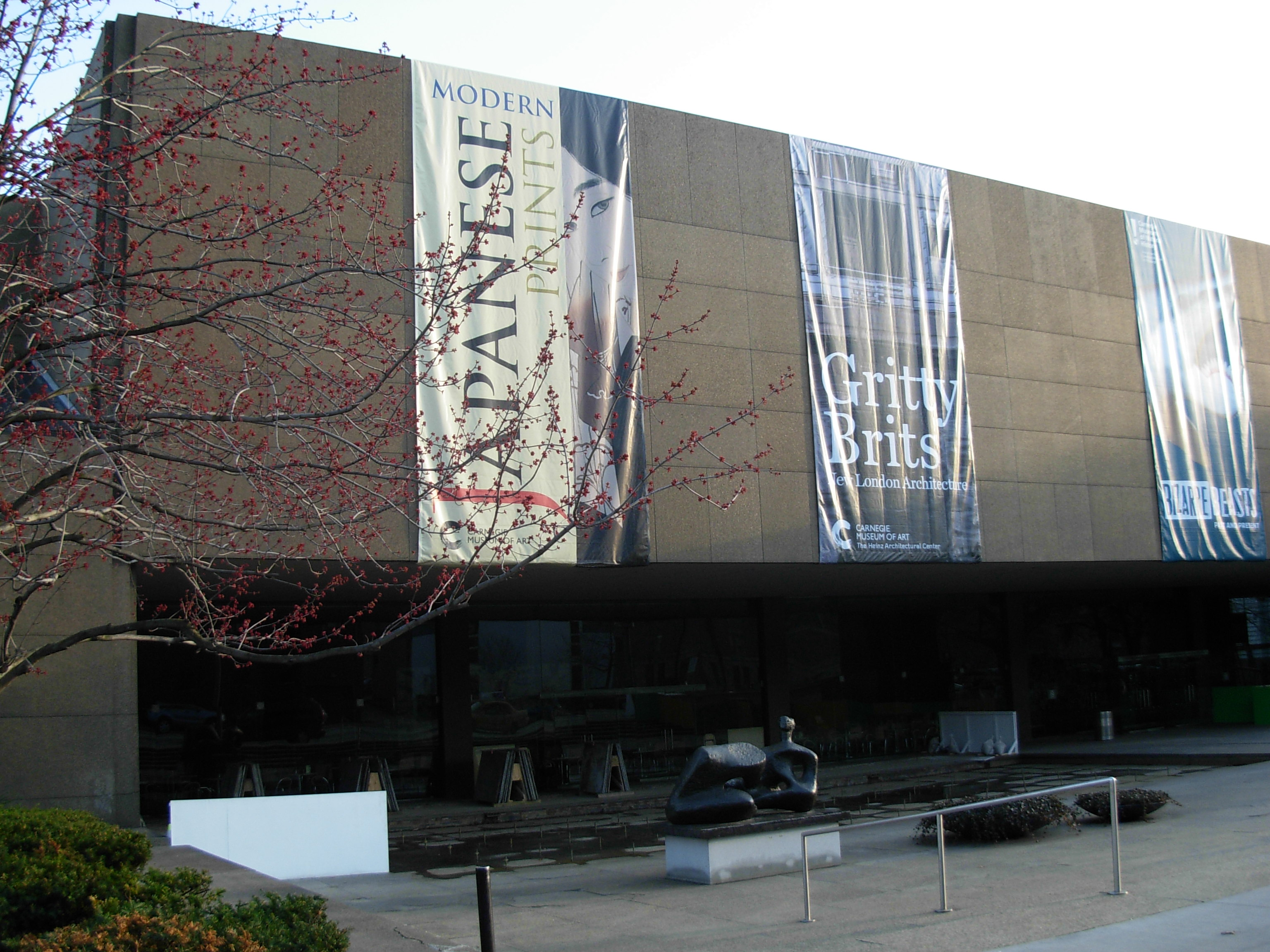

## 卡内基自然史博物馆

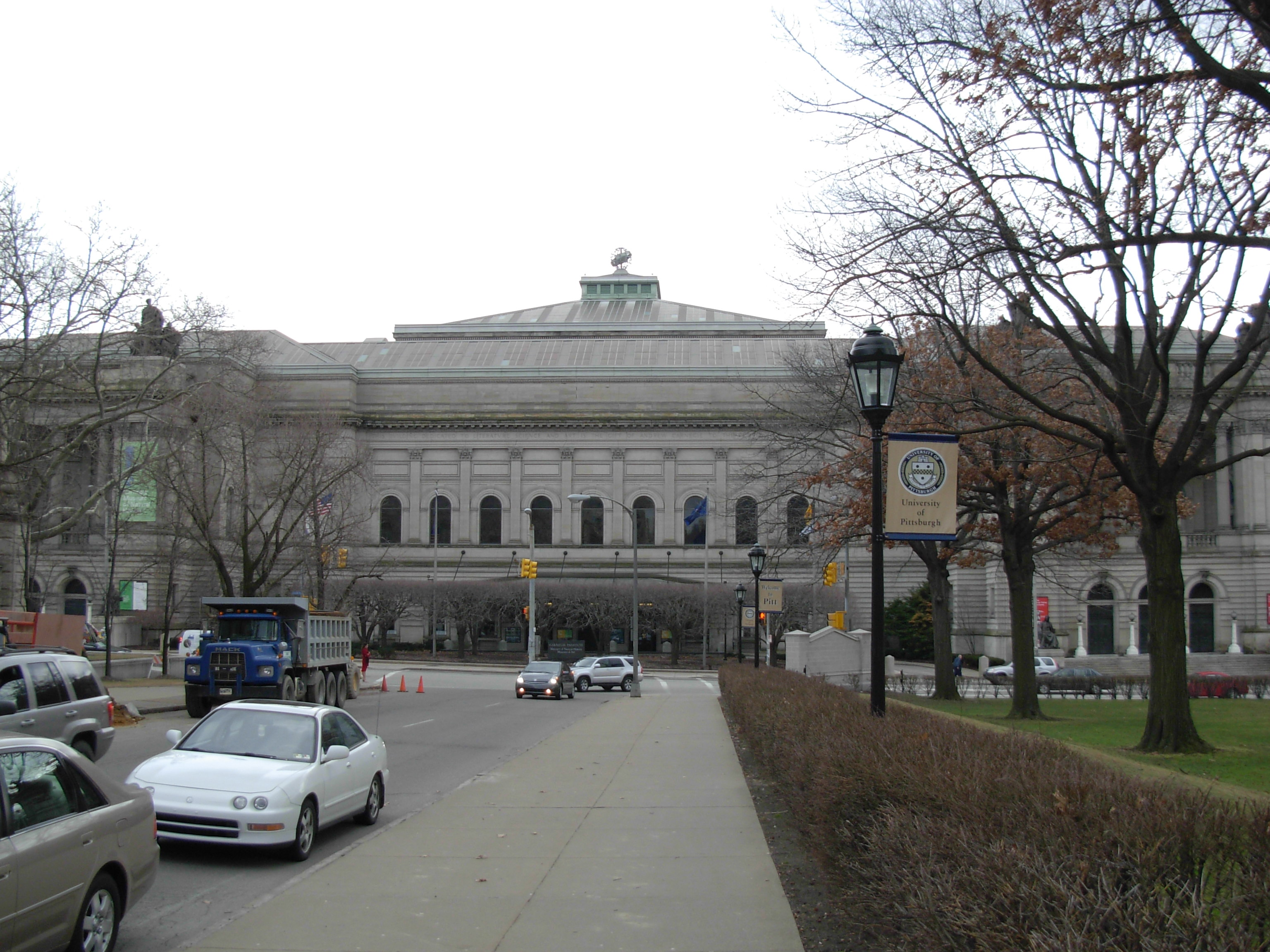

## 卡内基科学中心

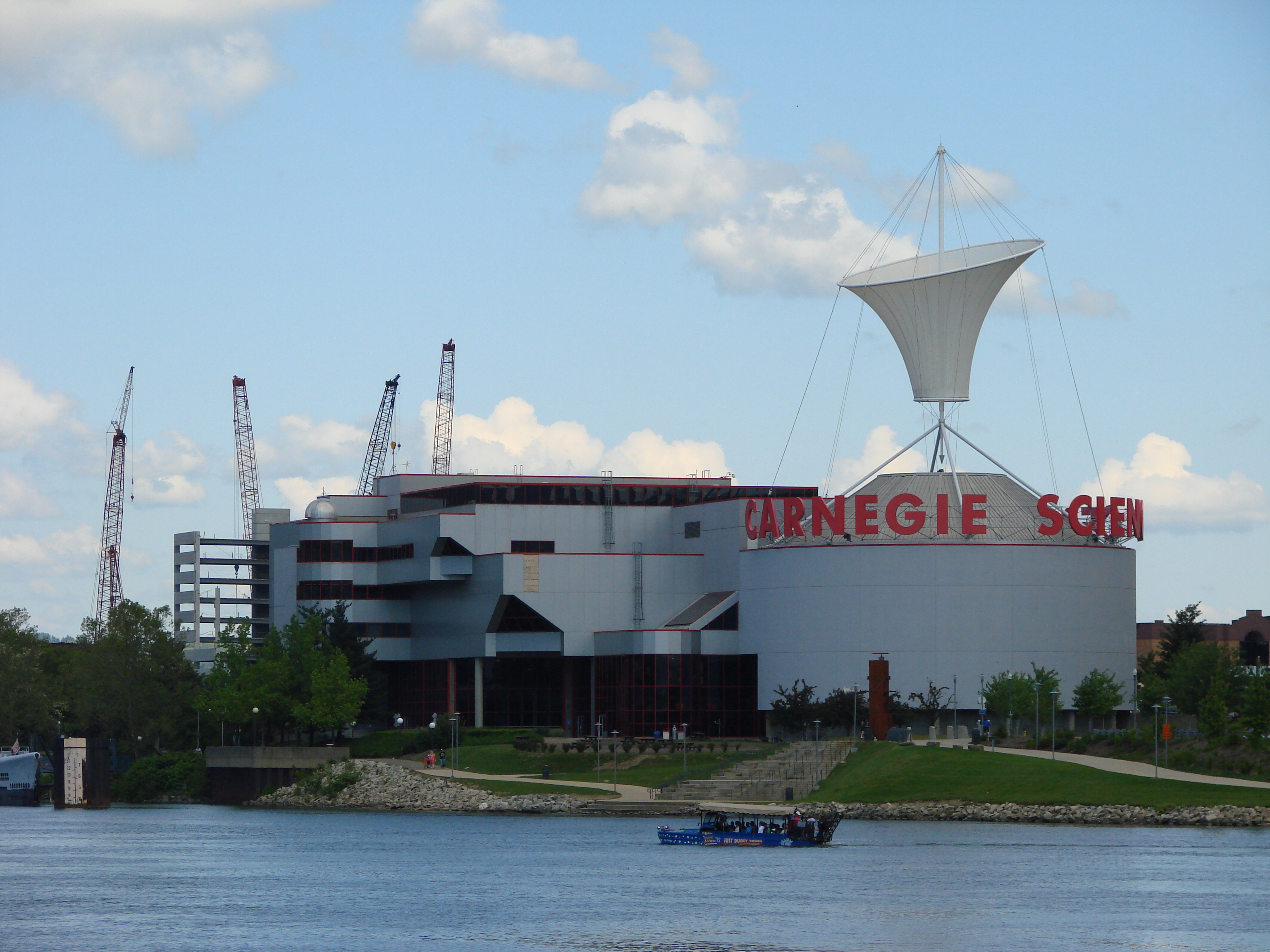
卡内基科学中心

卡内基科学中心于1991年开业，历史可追溯至1939年10月24日，是匹兹堡最受欢迎的博物馆。